# Management buyout
Management buyout (MBO) představuje formu akvizice společnosti, při níž manažeři přebírají majetkovou kontrolu nad celou společností (jejich zaměstnavatele) nebo její částí.
MBO vznikly v USA a rozšířily se nejprve do Spojeného království a poté do zbytku Evropy. Odvětví rizikového kapitálu sehrálo klíčovou roli ve vývoji MBO v Evropě, zejména u menších obchodů ve Spojeném království, Nizozemsku a Francii.

## Přehled
Management buyouts (MBO) jsou ve všech hlavních právních aspektech podobné jakékoli jiné akvizici společnosti. Zvláštní povaha MBO spočívá v postavení kupujících jako manažerů společnosti a v praktických důsledcích, které z toho vyplývají. Zejména proces due diligence bude pravděpodobně omezen, protože kupující již mají k dispozici úplné znalosti o společnosti. Prodávající také pravděpodobně neposkytne jiné než ty nejzákladnější záruky vedení společnosti, protože vedení ví o společnosti více než prodávající, a proto by prodávající neměl ručit za stav společnosti.
Některé obavy ohledně management buyouts spočívají v tom, že asymetrické informace, které má vedení, jim mohou poskytnout nespravedlivou výhodu oproti současným vlastníkům. Hrozící možnost MBO může vést k problémům typu principal–agent, morálnímu hazardu a snad i k jemné manipulaci směrem dolů s cenou akcií před prodejem prostřednictvím zveřejnění nepříznivých informací, včetně urychleného a agresivního uznání ztrát, veřejného zahájení pochybných projektů a nepříznivých překvapení v ziscích. Tyto problémy činí zotavení akcionářů, kteří podávají žaloby napadající MBO, pravděpodobnější než žaloby týkající se jiných druhů fúzí a akvizic. Přirozeně tyto problémy správy a řízení společnosti existují také vždy, když současné vrcholové vedení může osobně profitovat z prodeje své společnosti nebo jejích aktiv. To by zahrnovalo například velké odstupné pro generální ředitele po převzetí nebo management buyoutu.
Vzhledem k tomu, že ocenění společnosti je často předmětem značné nejistoty a nejasností a může být silně ovlivněno asymetrickými nebo interními informacemi, někteří zpochybňují platnost MBO a považují je za potenciální formu obchodování s využitím neveřejných informací.
Pouhá možnost MBO nebo podstatného odstupného při prodeji může vytvořit perverzní pobídky, které mohou snížit efektivitu široké škály společností – i když zůstanou veřejnými. To představuje značnou potenciální negativní externalitu. Manažeři cílové společnosti mohou někdy také založit holdingovou společnost za účelem nákupu akcií cílové společnosti.